# Daoud Ammoun
Pour les articles homonymes, voir Ammoun.
Daoud Ammoun (1867-1922) est un juriste, poète, diplomate et homme politique libanais.

## Biographie
Daoud Ammoun étudie le droit en France, avant de retourner au Liban. Il se fait connaître en écrivant des poèmes patriotiques sur le pays. Avant la Première Guerre mondiale, il s'installe avec ses enfants en Égypte.
En 1918, il préside la première délégation libanais à la Conférence de la paix de Paris, où il demande un État libanais indépendant. Deux ans plus tard, l'État du Grand Liban est créé et il en est nommé membre du Comité administratif, qui est le premier organe législatif. Lors de la première session, il en est élu président. Il devient ainsi le premier président législatif du Liban.